# Zemen
Zemen (bulharsky Земен) je město ležící v západním Bulharsku, v údolí řeky Struma, která zde protéká mezi pohořími Koňavska planina na východě a Zemenska planina na západě. Je správním střediskem stejnojmenné obštiny a má přes tisíc obyvatel.

## Historie
Oblast byla prokazatelně osídlena již Thráky. Přestože jsou dějiny města spojovány s bulharskou středověkou pevností Zemlǎngrad, rozkládající se v údolí Strumy poněkud jižněji u vsi Raždavica, první písemné zmínky o zdejším sídle nazývaném Belica se nalézají v dokumentech cara Ivana Alexandra z roku 1347. V osmanských zápisech ho nalezneme pod jménem Belovo  nejprve v souvislosti „zlato ze vsi Belovo” a pak v berním soupisu z roku 1576 figuruje pod stejným jménem. Rovněž ho najdeme v záznamech Kjustendilské eparchie ze 17. století. Nicméně v onom období byla vesnice, pravděpodobně jen krátkodobě, z neznámých důvodů opuštěna, jak dokládá zpustošení středověkého kostela a opuštění hřbitova v jeho sousedství. Název sídla se dovozuje ze skutečnosti, že se zde pálilo vápno, což je doloženo četnými vápenicemi. Díky střelným zbraním ztratila soutěska řeky na vojenském významu, ale pro svoji relativní schůdnost si jí vedoucí cesta zachovala význam obchodní. Mezi povinnosti obyvatel patřila i její údržba.
Zdejší obyvatelé připravovali dubnové povstání, ale byli vyzrazení, a tak byla obec ušetřena represí po jeho potlačení. V roce 1878
se ves stala součástí Bulharského knížectví, ale vybudování nové silnice Kjustendil– Radomir ji přivedlo do izolace. V roce 1882 se Belovo stalo sídlem obštiny. Podle sčítání lidu v roce 1888 zde žilo 681 obyvatel a v roce 1905 už 908. Pro obec se stalo klíčovým rozhodnutí o výstavbě železnice Sofie-Gjuševo, což byl důsledek bulharsko-turecké dohody z roku 1904. Trať vedená složitými poměry v soutěsce řeky si vyžádala výstavbu mnoha mostů a tunelů, přičemž veškeré složité objekty byly svěřeny italským firmám. Provoz byl zahájen 9. srpna 1909, přičemž pro další rozvoj obce byla rozhodující poloha nádraží uprostřed jejího katastru, i když jeho budova tehdy stála osamocena v polích. Díky novému propojení se do obce přistěhovali i více kvalifikovaní zaměstnanci.
V důsledku napadeni zdejších slivoní houbovou chorobou v roce 1920 byly založeny jabloňové sady, od roku 1937 vybavené zavlažováním. Jejich rozloha dosahuje 500 ha. V roce 1924 byl schválen první regulační plán, podle něhož vzniklo před nádražím hlavní náměstí. 26. března 1925 se obec přejmenovala na současný název, který měl připomínat středověkou pevnost Zemlǎngrad, jejímž dědicem se Zemen cítí dodnes. V roce 1928 byl střed vsi elektrifikován a v roce 1935 vystavěn vodovod. Na významu začala od roku 1900 nabývat výroba vápna, přičemž první velká moderní vápenka byla postavena v roce 1924 akciovou společností Braťa Popovi, Rusev Goranov a Ko. a v roce 1940 dosáhla roční produkce objemu 12 000 tun. V roce 1923 byla založena Lidová banka a později byla zakládána spotřební a výrobní družstva.
Po převratu 9. září 1944 zde komunisté bez soudu popravili několik vůdčích osobností včetně starosty Michaila Popova. V dalších letech nastala po počátečních potížích rozsáhlá výstavba, především vápenek a s nimi spojených vápencových lomů. Zemědělství bylo združstevněno v roce 1956. Po roce 1959 byla v Zemenu zahájena výstavba nových domů a veřejných budov. Byl postaven dětský domov, pošta, čerpací stanice, obchodní dům s restaurací, lékárny, knihkupectví a tempo rozvoje zde bylo nejrychlejší v Pernické oblasti. 29. září 1974 byl Zemen povýšen na město. Intenzivní výstavba pokračovala i následující roky – nová školní budova, městská poliklinika, domov mládeže, nákladové nádraží, sportovní stadion, banka, přemostění řeky Struma, asfaltové cesty, telefonizace, tři nové čtvrti s více než 500 dvoupatrovými domy, domov důchodců.

## Obyvatelstvo
Ve městě žije 1 679 obyvatel a je zde trvale hlášeno 1 457 obyvatel. Podle sčítání 1. února 2011 byli všichni, kdo národnost deklarovali, Bulhaři.